# Saint-Félix (Charente)
Saint-Félix település Franciaországban, Charente megyében. Lakosainak száma 102 fő (2022. január 1.). Saint-Félix Châtignac, Poullignac, Saint-Laurent-des-Combes, Saint-Martial és Sainte-Souline községekkel határos.

## Népesség
A település népessége az elmúlt években az alábbi módon változott:
| Lakosok száma | 205  | 136  | 118  | 113  | 121  | 116  | 111  | 107  | 105  | 102  |
|               | 1968 | 1982 | 1990 | 2006 | 2013 | 2015 | 2017 | 2019 | 2020 | 2022 |